# 珠赤鮨
珠赤鮨（学名：Chelidoperca margaritifera）为輻鰭魚綱鱸形目鱸亞目鮨科赤鮨属的鱼类。分布于新几内亚、100米以下深海以及中国南海等海域，為底棲性魚類，屬肉食性，生活習性不明。